# Henry George Bohn
Henry George Bohn, född den 4 januari 1796 i London, död där den 22 augusti 1884, var en engelsk bokförläggare och skriftställare av tysk härkomst.
Bohn öppnade 1831 i London egen bokhandel, som snart utvecklade sig till den största sortiments- och antikvariatsaffären i världsstaden. Från mitten av 1840-talet förlade Bohn i olika serier billighetsupplagor av äldre och nyare värdefulla arbeten, sammanlagt uppgående till mellan 600 och 700 band. För desamma översatte Bohn själv arbeten av tyska och italienska klassiker samt kommenterade Gibbon, Butler, Milton och Walton. 
Bohn drog sig 1864 tillbaka från affären och sålde sina många förlagsrättigheter. Han författade Origin and Progress of Printing (1857) och A Dictionary of Quotations from English and American Poets (1883) med flera arbeten. Vid världsutställningen 1851 i London var Bohn föreståndare för avdelningen böcker. Han var även känd som ivrig samlare av konstsaker och pretiosa.